# تزریق پوستی اتانول
تزریق پوستی اتانول، یک روش درمانی احتمالی برای کارسینوم هپاتوسلولار است. این روش، همچنین برای درمان بیماری‌های تیروئید و پاراتیروئید استفاده می‌شود. در این روش، به‌جای برداشتن بافت ناخواسته با جراحی، بافت‌های مورد نظر، توسط الکل از بین می‌روند. این روش، از نظر سازوکار، شبیه به ابلیشن سپتال الکلی برای درمان مشکلات قلبی است.